# Franco Gualdrini
Franco Gualdrini (Faenza, 26 giugno 1923 – Terni, 22 marzo 2010) è stato un vescovo cattolico italiano.

## Biografia
Nacque a Faenza, in provincia di Ravenna e diocesi di Faenza-Modigliana, il 26 giugno 1923.

### Formazione e ministero sacerdotale
In giovane età entrò in contatto con i salesiani di Faenza. Successivamente, al termine della scuola media, entrò nel seminario di Faenza dove frequentò il ginnasio e successivamente il liceo. Dopo la maturità fu allievo del collegio Capranica di Roma.
Il 1º marzo 1947 fu ordinato presbitero.
Dopo essere stato viceparroco a Bagnacavallo, nel 1953 fu nominato rettore del seminario di Faenza; nel 1964, ricevuta la nomina a rettore del collegio Capranica, si trasferì a Roma.

### Ministero episcopale
Nel 1983 fu eletto vescovo di Terni, Narni e Amelia. A seguito dell'unificazione delle diocesi di Terni, Narni e Amelia, disposta dalla Congregazione per i Vescovi il 30 settembre 1986, fu nominato primo vescovo di Terni-Narni-Amelia.
Durante il suo episcopato nacque la fondazione San Valentino, presieduta da Antonino Zichichi, e venne istituita la manifestazione di rilievo nazionale Inedito per Maria. Nel 1988 fu fondata la missione diocesana di Ntambwe, in Zaire.
Dimessosi per raggiunti limiti d'età, nel 2000 gli successe alla guida della diocesi Vincenzo Paglia, già parroco della basilica di Santa Maria in Trastevere a Roma.
Nel 2001 fu nominato canonico della basilica patriarcale di Santa Maria Maggiore di Roma.
Morì il 22 marzo 2010 all'età di 86 anni. Le esequie si svolsero il 24 marzo nella basilica patriarcale di Santa Maria Maggiore e, il 25 marzo, nella cattedrale di Terni: furono celebrate rispettivamente dal cardinale Bernard Francis Law e dal vescovo di Terni-Narni-Amelia Vincenzo Paglia.
Riposa nella cripta della cattedrale di Terni.

## Genealogia episcopale
La genealogia episcopale è:
- Cardinale Scipione Rebiba
- Cardinale Giulio Antonio Santori
- Cardinale Girolamo Bernerio, O.P.
- Arcivescovo Galeazzo Sanvitale
- Cardinale Ludovico Ludovisi
- Cardinale Luigi Caetani
- Cardinale Ulderico Carpegna
- Cardinale Paluzzo Paluzzi Altieri degli Albertoni
- Papa Benedetto XIII
- Papa Benedetto XIV
- Cardinale Enrico Enriquez
- Arcivescovo Manuel Quintano Bonifaz
- Cardinale Buenaventura Córdoba Espinosa de la Cerda
- Cardinale Giuseppe Maria Doria Pamphilj
- Papa Pio VIII
- Papa Pio IX
- Cardinale Alessandro Franchi
- Cardinale Giovanni Simeoni
- Cardinale Antonio Agliardi
- Cardinale Basilio Pompilj
- Cardinale Adeodato Piazza, O.C.D.
- Cardinale Sebastiano Baggio
- Vescovo Franco Gualdrini

## Onorificenze
- Nel 2003 è stato insignito della cittadinanza onoraria della città di Terni dal sindaco Paolo Raffaelli.
- Il 7 agosto 2008 il teologo Christian Pagano ha conferito a Gualdrini il premio Accademico Pedagogista[2].